# Frascarolo
Frascarolo – miejscowość i gmina we Włoszech, w regionie Lombardia, w prowincji Pawia.
Według danych na rok 2004 gminę zamieszkiwało 1319 osób, 57,3 os./km².